# Kimberly Rhode
Kimberly «Kim» Susan Rhode (Whittier, California, 16 de julio de 1979) es una tiradora olímpica estadounidense, ganadora de cinco medallas olímpicas: dos de oro y una de bronce en la competencia de doble trap y una de oro y otra de bronce en tiro skeet. Fue seis veces campeona nacional en doble trap. Es la única mujer que ganó dos veces la medalla de oro en doble trap. Rhode fue la integrante más joven del equipo olímpico de Estados Unidos en los Juegos Olímpicos de Atlanta 1996. En los Juegos Olímpicos de Londres 2012 logró el récord mundial con 99 platos en 100.

## Trayectoria
A los doce años de edad comenzó a participar de cacerías en safaris en África. A los trece años ganó su primer campeonato mundial femenino de tiro en doble trap. Ganó una medalla de oro en la competencia de doble trap en los Juegos Olímpicos de Atlanta 1996, convirtiéndose en la tiradora mujer más joven en la historia del tiro olímpico. También ganó la medalla de oro de doble trap en Atenas 2004 y la de oro en skeet en Londres 2012. En Pekín 2008 ganó la medalla de plata en skeet y en Sídney 2000 la de bronce en doble trap. Después de que el doble trap fuera eliminado de las competencias de tiro olímpico, se ha concentrado en las competencias de skeet. 
En el campeonato mundial de tiro de 2007 en Santo Domingo marcó el récord mundial, hasta ese momento, con 98 hits (74 en la ronda de calificación y un perfecto 25 en la final). En Londres 2012 logró nuevamente el récord mundial con 99 en 100. Con esta medalla, se convirtió en la única deportista estadounidense en ganar medallas en competencias individuales en cinco juegos olímpicos consecutivos. Es uno de los tres tiradores, y la única mujer, en ganar tres medallas de oro individuales en tiro olímpico, junto con Ralf Schumann de Alemania y Jin Jong-oh de Corea del Sur.
Es copresentadora del programa Step Outside en el canal de televisión Outdoor Channel. Estudia veterinaria en la Universidad Estatal Politécnica de California en Pomona.